# Trophée des champions 2017 (handball)
Navigation
Trophée des champions 2016 Trophée des champions 2018
Le Trophée des champions 2017 est la huitième édition du Trophée des champions, compétition française de handball organisée par la Ligue nationale de handball. La compétition est organisée au Kindarena de Rouen et se déroule les 1er et 2 septembre 2017.
La compétition est remportée par le Handball Club de Nantes pour la première fois de son histoire en disposant du triple tenant du titre, le Paris Saint-Germain.

## Équipes engagées
Quatre équipes participent à cette compétition :
- le Paris Saint-Germain Handball, champion de France et vainqueur de la coupe de la Ligue ;
- le Handball Club de Nantes, vainqueur de la coupe de France ;
- le Montpellier Handball, troisième du championnat de France ;
- le Saint-Raphaël Var Handball, quatrième du championnat de France.

## Résultats

### Tableau récapitulatif
|  | Demi-finales         | Demi-finales       |                        |    | Finale             | Finale             |
|  | Demi-finales         | Demi-finales       |                        |    | Finale             | Finale             |
|  |                      |                    |                        |    |                    |                    |
|  | 01/09/2017 - 18h30   | 01/09/2017 - 18h30 |                        |    | 02/09/2017 - 19h30 | 02/09/2017 - 19h30 |
|  | 01/09/2017 - 18h30   | 01/09/2017 - 18h30 |                        |    | 02/09/2017 - 19h30 | 02/09/2017 - 19h30 |
|  | Paris Saint-Germain  | 35                 |                        |    | 02/09/2017 - 19h30 | 02/09/2017 - 19h30 |
|  | Paris Saint-Germain  | 35                 |                        |    | 02/09/2017 - 19h30 | 02/09/2017 - 19h30 |
|  | Saint-Raphaël VHB    | 28                 |                        |    | 02/09/2017 - 19h30 | 02/09/2017 - 19h30 |
|  | Saint-Raphaël VHB    | 28                 | Paris Saint-Germain    | 26 |                    |                    |
|  | 01/09/2017 - 21h00   |                    | Paris Saint-Germain    | 26 |                    |                    |
|  |                      | HBC Nantes         | 32                     |    |                    |                    |
|  | HBC Nantes           | HBC Nantes         | 32                     | 31 |                    |                    |
|  | HBC Nantes           |                    |                        | 31 |                    |                    |
|  | Montpellier HB       | 28                 |                        |    |                    |                    |
|  | Montpellier HB       | 28                 | Match pour la 3e place |    |                    |                    |
|  |                      |                    |                        |    |                    |                    |
|  | 02/09/2017 - 17h00   |                    |                        |    |                    |                    |
|  |                      |                    |                        |    |                    |                    |
|  | Saint-Raphaël VHB    | 29                 |                        |    |                    |                    |
|  | Saint-Raphaël VHB    | 29                 |                        |    |                    |                    |
|  | Montpellier Handball | 37                 |                        |    |                    |                    |
|  | Montpellier Handball | 37                 |                        |    |                    |                    |

### Demi-finales
| 1er septembre 2017 18h30 | Paris Saint-Germain | 35 - 28   | Saint-Raphaël VHB    | Kindarena, Rouen Arbitrage : Olivier Buy, Sébastien Duclos |
| 1er septembre 2017 18h30 | Sander Sagosen 8    | (17 - 11) | Raphaël Caucheteux 7 | Kindarena, Rouen Arbitrage : Olivier Buy, Sébastien Duclos |
| 1er septembre 2017 18h30 | ×3 ×5               | Rapport   | ×3 ×7                | Kindarena, Rouen Arbitrage : Olivier Buy, Sébastien Duclos |

Appliqués, les Parisiens ont dominé Saint-Raphaël de bout en bout. Porté en début de match par un Luka Stepančić en réussite, le PSG est rapidement parvenu à faire l'écart (9-3, 12e). A la peine face au but parisien, les Varois s'en remettent à leurs individualités pour repartir de l'avant, et parviennent à revenir à trois longueurs par l'intermédiaire de Miroslav Jurka (11-8, 20e). Mais en face, grâce à un Sander Sagosen déjà bien en jambes pour son premier match officiel, le PSG reprend sa marche en avant pour arriver à la mi-temps avec six longueurs d'avance (17-11, 30e). 
Au retour des vestiaires, les partenaires de Raphaël Caucheteux poussent pour revenir, mais ne parviennent pas à déstabiliser le bloc francilien (26-20, 43e). Sander Sagosen poursuit son festival offensif (meilleur buteur du match avec 8 réalisations), et permet au PSG de gérer son avantage au score (29-22, 46e). Un retard que les joueurs de Joël Da Silva ne parviendront pas à combler dans le dernier quart d'heure, laissant les Parisiens décrocher leur place en finale (35-28, score final).
| 1er septembre 2017 21h00 | HBC Nantes       | 31 - 28 | Montpellier Handball     | Kindarena, Rouen Arbitrage : Thierry Dentz, Denis Reibel |
| 1er septembre 2017 21h00 | David Balaguer 9 |         | Caussé, Truchanovičius 5 | Kindarena, Rouen Arbitrage : Thierry Dentz, Denis Reibel |
| 1er septembre 2017 21h00 | ×2 ×3            | Rapport | ×2 ×1                    | Kindarena, Rouen Arbitrage : Thierry Dentz, Denis Reibel |

Après un début de rencontre accroché (5-5, 8e), c'est le H, emmené par l'intenable Olivier Nyokas (7 buts en tout), qui porte une première accélération (15-10, 22e). Dans les cordes, Patrice Canayer décide alors de lancer sa « deuxième équipe ». Un choix payant puisque le MHB revient à la rencontre, notamment en utilisant le jeu rapide et les qualités physiques de Théophile Caussé, auteur de 5 buts (17-16, 29e). Après un ultime penalty signé Kiril Lazarov, c'est finalement le « H » qui rentre aux vestiaires avec une courte avance (18-16, 30e).
Un pécule que Cyril Dumoulin, impérial dans son but avec 21 arrêts, s'efforce de faire grandir dans le deuxième acte (22-18, 40e). Un effort qui ne décourage cependant pas les Héraultais, qui hausse le curseur défensif pour revenir dans le match (22-21, 44e). Un coup de collier insuffisant puisque dans ce match de séries, ce sont les coéquipiers de David Balaguer (9 buts) qui répliquent avec un nouveau 4-0 (26-21, 47e). Cette fois, le coup est fatal et ce sont bien les hommes de Thierry Anti qui s'offrent un nouveau duel face à Paris (31-28, score final).

### Match pour la troisième place
| 2 septembre 2017 17h00 | Saint-Raphaël VHB   | 29 - 37 | Montpellier Handball | Kindarena, Rouen Arbitrage : Karim Gasmi, Raouf Gasmi |
| 2 septembre 2017 17h00 | Melvyn Richardson 9 | (16-13) | Raphaël Caucheteux 6 | Kindarena, Rouen Arbitrage : Karim Gasmi, Raouf Gasmi |
| 2 septembre 2017 17h00 | ×2 ×4               | Rapport | ×3 ×6                | Kindarena, Rouen Arbitrage : Karim Gasmi, Raouf Gasmi |

Après un début de match équilibré (3-3, 7e), les Varois ont progressivement pris l’ascendant sur des Héraultais trop approximatifs (5-9, 13e). Un passage difficile pour le MHB, que Patrice Canayer va tenter de stopper en posant son premier temps mort. Réorganisés, les partenaires de Diego Simonet vont retrouver des couleurs, et revenir à une petite longueur du SRVHB (8-9, 16e). Muets face au but adverse pendant plusieurs minutes, les Raphaëlois vont repartir de l’avant par l’intermédiaire de Raphaël Caucheteux (6 buts), qui a permis aux siens de rentrer aux vestiaires avec trois longueurs d’avance (13-16, 30e). 
Bousculés tout au long de la première période, les Montpelliérains vont revenir sur le parquet avec de meilleures intentions. Michaël Guigou fait parler son génie pour permettre aux siens de recoller rapidement au score (16-16, 32e). De son côté, Melvyn Richardson (9 buts) fait preuve d’efficacité sur 7m, et le MHB prend à son tour les commandes du match, face à des Varois en perte de vitesse (26-22, 46e). En manque d’inspiration, les joueurs de Joël Da Silva se sont retrouvés relégués à sept longueurs de leurs adversaires à l’approche des dix dernières minutes (30-23, 49e), annihilant quasiment toutes leurs chances de succès. Beaucoup plus incisif en seconde période, Montpellier s’impose avec maitrise contre Saint-Raphaël, et termine une nouvelle fois sur le podium du Trophée des Champions (37-29, score final). 

### Finale
| 2 septembre 2017 19h30 | Paris Saint-Germain | 26 - 32 | HBC Nantes         | Kindarena, Rouen Affluence : 5 000 Arbitrage : Charlotte et Julie Bonaventura |
| 2 septembre 2017 19h30 | Nedim Remili 7      | (16-18) | Eduardo Gurbindo 6 | Kindarena, Rouen Affluence : 5 000 Arbitrage : Charlotte et Julie Bonaventura |
| 2 septembre 2017 19h30 | ×2 ×6               | Rapport | ×2 ×4              | Kindarena, Rouen Affluence : 5 000 Arbitrage : Charlotte et Julie Bonaventura |

Après l’habituel round d’observation (4-4, 7e), le H met sa défense en action et asphyxie une équipe parisienne sans solution (9-4, 15e). Un 5-0 qui fait mal au moral des hommes de Noka Serdarušić qui, comme la veille, fait appel à Sander Sagosen et Nedim Remili pour éteindre l’incendie dans les dix dernières minutes (18-16, 30e).
Pas de quoi faire courber l’échine aux Nantais qui continuent leur travail de sape tactique, usant notamment de la puissance de Nicolas Tournat, souvent placé sur l’ailier défensif (23-19, 40e). En tête au score, les Ligériens ne relâchent alors plus leur étreinte, tandis que Kiril Lazarov sort de sa boîte avec quatre précieux buts (29-24, 53e). Face à des Parisiens enferrés dans des solutions individuelles, les coéquipiers d'un Cyril Dumoulin une nouvelle fois souverain (22 arrêts) gèrent tranquillement leur avance pour garnir leur vitrine de leur premier titre dans la compétition (32-26, score final). Pour Nantes, le Kindarena est leur porte bonheur puisque les Nantais y ont déjà remporté le premier trophée de leur histoire, la Coupe de la Ligue 2014-2015.